# Olympia-Tunnel Eschenlohe
Die Olympia-Tunnel Eschenlohe sind zwei einröhrige ehemalige Straßentunnel bei Eschenlohe.

## Geographie
Die beiden Tunnel befinden sich südwestlich von Eschenlohe im Landkreis Garmisch-Partenkirchen. Sie verlaufen unter dem Vestbichel, einem nördlichen Ausläufer des Auerberges in den Ammergauer Alpen hindurch.

## Geschichte
Die Tunnel wurden 1935 bis 1936 für die Olympischen Winterspiele 1936 in Garmisch-Partenkirchen als Umfahrung der Reichsstraße 2 um Eschenlohe erbaut. Ursprünglich war der nördliche Tunnel 60 m und der südliche 230 m lang.
Im März 1944 wurden während des Zweiten Weltkrieges im Zuge der U-Verlagerung an beiden Portalen des Nordtunnels sowie dem Südportal des Südtunnels Produktionshallen mit bombensicheren Stahltoren für die damalige Messerschmitt AG zur Herstellung von Flugzeugteilen errichtet. Die Tunnel wurden für den Straßenverkehr gesperrt und die damalige R 2 umgeleitet. Die nördliche Produktionshalle am Nordtunnel wurden zudem mit einem zweiten Stockwerk versehen. Parallel zu den Tunnel wurden zudem mehrere Kavernen und Stollen in den Berg getrieben, in denen Betriebstechnik und Lagerräume untergebracht waren. Auf dem Gelände zwischen den Tunneln wurden Baracken für die Zwangsarbeiter sowie eine Kantine errichtet. Ab Mai 1944 startete hier die Produktion von Dreh- und Frästeilen für die Flugzeugtypen Bf 109 und Me 262. Diese unterirdische Flugzeugteilfabrik produzierte bis Kriegsende störungsfrei unter den Tarnnamen „Ente“. 
In den Eschenloher Tunnels waren bis April 1945 über 1000 Zwangsarbeiter aus über 10 Nationen unter menschenunwürdigen Lebens- und Arbeitsbedingungen eingesetzt. Der Verein zur Erforschung und Erhaltung der Eschenloher Heimatgeschichte (www.burgadler.de) veröffentlichte 2021 die Tagebuchaufzeichnungen des italienischen Zwangsarbeiters Nello Cortellessa, der von Oktober 1944 bis Kriegsende hier in der Flugzeugproduktion eingesetzt und im Zwangsarbeiterlager untergebracht war.
Nach dem Zweiten Weltkrieg wurden die Tunnel wieder für den Straßenverkehr freigegeben. Der Boden des zweiten Stockwerkes des nördlichen Tunnels wurde herausgeschnitten, was man heute noch an den aus den Wänden ragenden Bewehrungsstahl der ehemaligen Stahlbetondecke und den auf fünf Meter Höhe liegenden Bunkereingängen erkennen kann. Die Bunkerzugänge im Erdgeschoss wurden in den folgenden Jahren zugemauert. In einem der Seitenstollen wurde hinter einer neu eingezogenen Mauer mit Stahltür der Technikraum für die Tunnelbeleuchtung und Notrufsysteme eingerichtet.
Am 11. September 2023 wurden die inzwischen baufälligen Tunnel für den Straßenverkehr gesperrt. Der Verkehr wird nun über eine neu errichtete Staatsstraße parallel zur A 95 geführt. Über eine Nachnutzung wurde noch nicht entschieden.

## Galerie

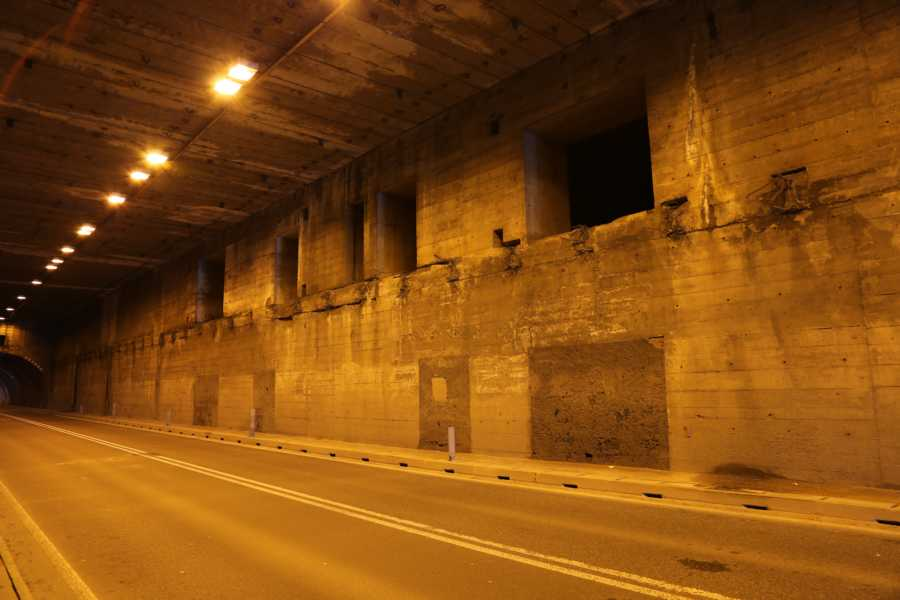
Bunkereingänge im Nordtunnel, auf Straßenhöhe sind die ehemaligen zugemauerten Eingänge zu erkennen.
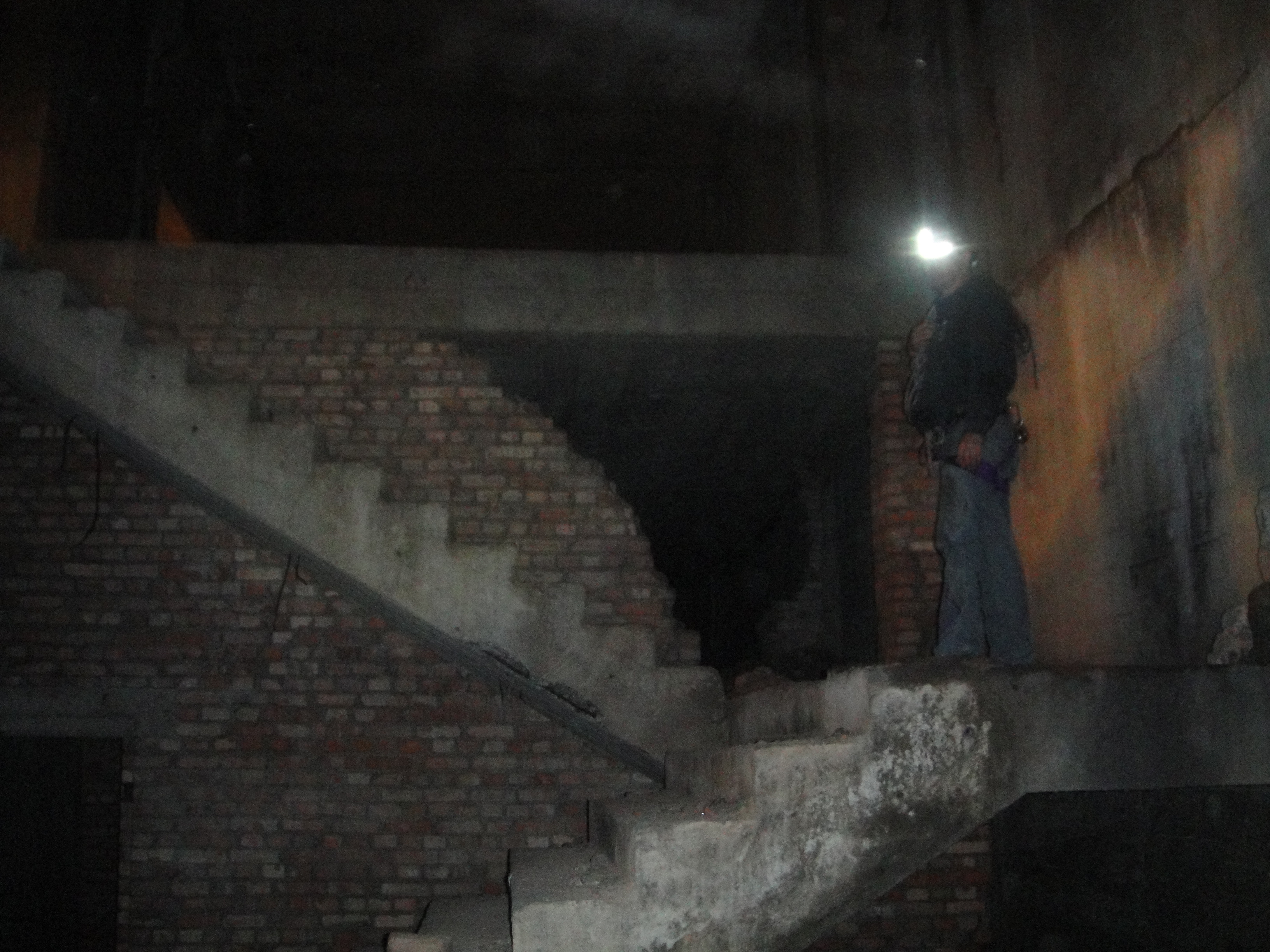
Treppe hinter einem der zugemauerten Eingänge, welche die beiden Stockwerke miteinander verband.
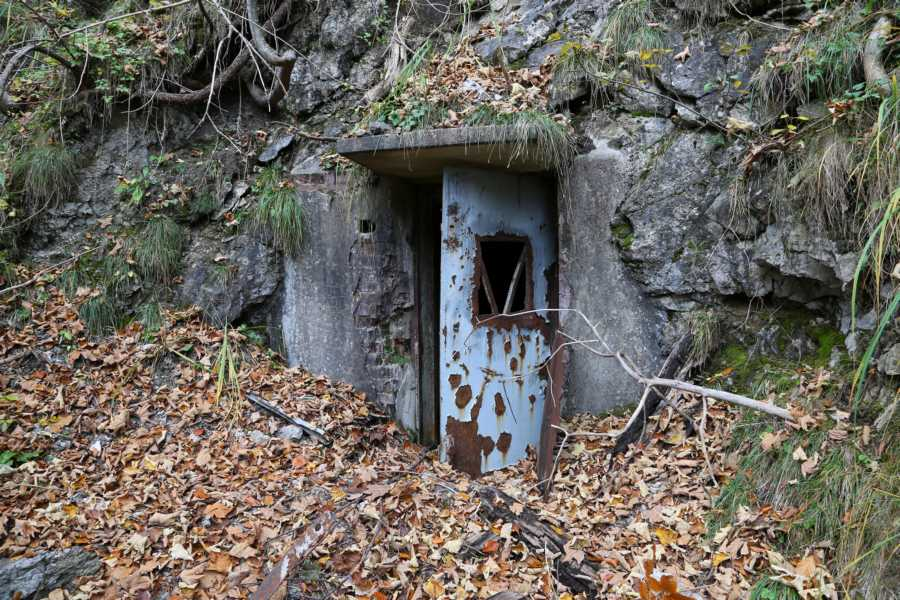
Eingang in einen der Seitenstollen
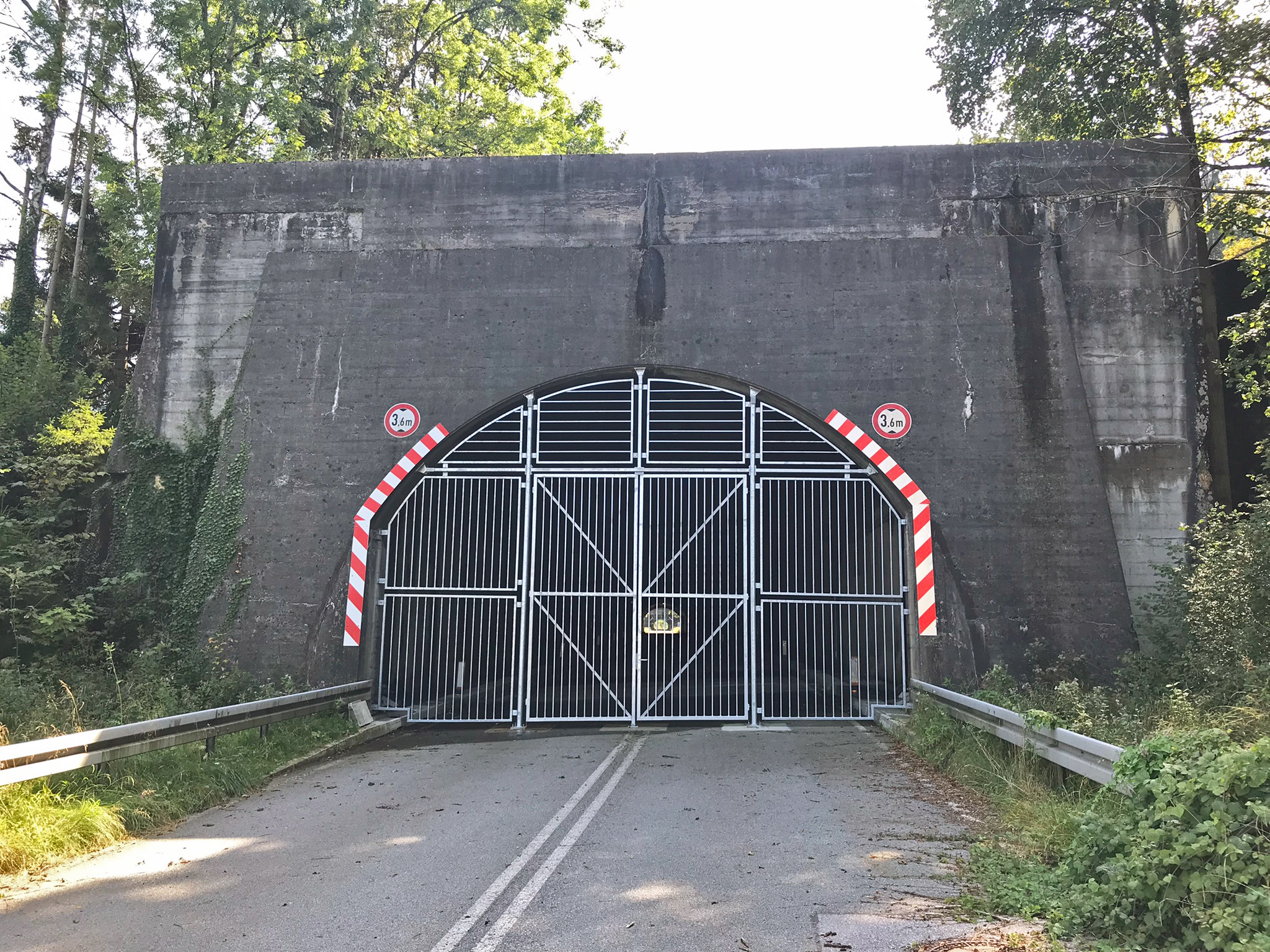
Verschlossenes Nordportal des Nordtunnels 2024
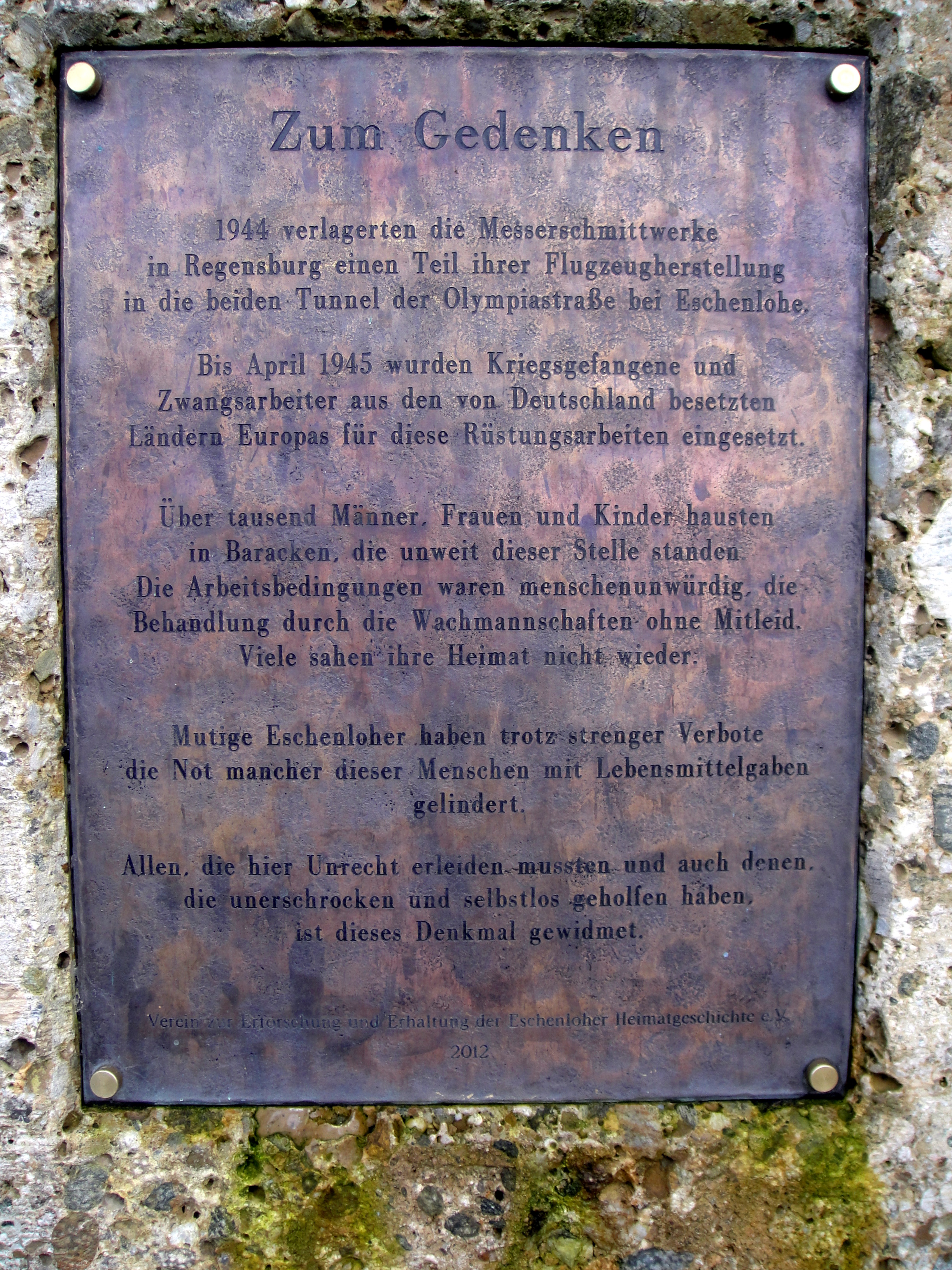
Gedenktafel von 2012 für die Zwangsarbeiterinnen und Zwangsarbeiter